# Jan I van Opole
Jan I van Opole (circa 1410/1413 - 5 september 1439) was van 1437 tot 1439 samen met zijn broer Nicolaas I hertog van Opole. Hij behoorde tot de Silezische tak van het huis Piasten.

## Levensloop
Jan I was de tweede zoon van hertog Bolko IV van Opole en diens echtgenote Margaretha, vermoedelijk lid van het huis Görz. Na de dood van zijn vader in 1437 erfde hij samen met zijn oudere broer Nicolaas het hertogdom Opole.
Op 6 oktober 1438 legde Jan I als leenman van het koninkrijk Bohemen een eed van trouw af aan de pas verkozen koning Casimir Jagiellon. Toen Casimir kort daarna aftrad als koning ten voordele van Albrecht van Habsburg, legde Jan op 3 december 1438 opnieuw een eed van trouw af.
In september 1439 overleed hij. Jans begraafplaats is niet bekend en hij stierf ongehuwd en kinderloos. Hierdoor bleef zijn broer Nicolaas als enige hertog van Opole over.